# Wyandot County
Wyandot County ist ein County im Bundesstaat Ohio der Vereinigten Staaten. Der Verwaltungssitz (County Seat) ist Upper Sandusky.

## Geografie
Das County liegt etwas westlich im mittleren Norden von Ohio und hat eine Fläche von 1056 Quadratkilometern, wovon fünf Quadratkilometer Wasserfläche sind. Es grenzt im Uhrzeigersinn an folgende Countys: Seneca County, Crawford County, Marion County, Hardin County und Hancock County.

## Geschichte
Wyandot County wurde am 3. Februar 1845 aus Teilen des Crawford-, Hancock-, Hardin- und des Marion County gebildet. Benannt wurde es nach dem nordamerikanischen Indianervolk der Wyandot (Huronen).
Zehn Bauwerke und Stätten des Countys sind im National Register of Historic Places eingetragen (Stand 19. Mai 2018).

## Demografische Daten

Alterspyramide des Wyandot County

Nach der Volkszählung im Jahr 2000 lebten im Wyandot County 22.908 Menschen in 8.882 Haushalten und 6.270 Familien. Die Bevölkerungsdichte betrug 22 Einwohner pro Quadratkilometer. Ethnisch betrachtet setzte sich die Bevölkerung zusammen aus 97,91 Prozent Weißen, 0,14 Prozent Afroamerikanern, 0,08 Prozent amerikanischen Ureinwohnern, 0,50 Prozent Asiaten und 0,74 Prozent aus anderen ethnischen Gruppen; 0,62 Prozent stammten von zwei oder mehr Ethnien ab. 1,46 Prozent der Bevölkerung waren spanischer oder lateinamerikanischer Abstammung.
Von den 8.882 Haushalten hatten 33,1 Prozent Kinder und Jugendliche unter 18 Jahre, die bei ihnen lebten. 57,9 Prozent waren verheiratete, zusammenlebende Paare, 9,2 Prozent waren allein erziehende Mütter, 29,4 Prozent waren keine Familien, 25,4 Prozent waren Singlehaushalte und in 11,7 Prozent lebten Menschen im Alter von 65 Jahren oder darüber. Die Durchschnittshaushaltsgröße betrug 2,53 und die durchschnittliche Familiengröße lag bei 3,03 Personen.
Auf das gesamte County bezogen setzte sich die Bevölkerung zusammen aus 25,8 Prozent Einwohnern unter 18 Jahren, 8,2 Prozent zwischen 18 und 24 Jahren, 27,9 Prozent zwischen 25 und 44 Jahren, 22,7 Prozent zwischen 45 und 64 Jahren und 15,4 Prozent waren 65 Jahre alt oder darüber. Das Durchschnittsalter betrug 37 Jahre. Auf 100 weibliche Personen kamen 95,1 männliche Personen. Auf 100 Frauen im Alter von 18 Jahren oder darüber kamen statistisch 92,5 Männer.
Das jährliche Durchschnittseinkommen eines Haushalts betrug 38.839 USD, das Durchschnittseinkommen der Familien betrug 45.173 USD. Männer hatten ein Durchschnittseinkommen von 31.716 USD, Frauen 22.395 USD. Das Prokopfeinkommen betrug 17.170 USD. 3,8 Prozent der Familien und 5,5 Prozent der Bevölkerung lebten unterhalb der Armutsgrenze. Davon waren 5,2 Prozent Kinder oder Jugendliche unter 18 Jahre und 5,1 Prozent waren Menschen über 65 Jahre.